# Sborový dům Církve bratrské (Levice)
Sborový dům církve Bratrské v Levicích je církevní stavba. Jeho výstavba probíhala během let 1983 - 1985. V roce 1991 byl oceněn Cenou Dušana Jurkoviče (cena byla odsouhlasena ještě před listopadem 1989, ale protože šlo o církevní objekt, nemohla být autorovi v té době předána). Sborový dům stojí nedaleko centra okresního města, v zástavbě rodinných domů, ve zlomu atypické ulice S. Chalupky tvaru L. 

## Dějiny
Když začátkem osmdesátých let minulého století na místě původního sborového domu církve bratrské byla plánována výstavba hotelu, hledalo se místo pro nový sborový dům. Ve městě nebyl k dispozici žádný vhodný pozemek, proto se místem pro novou modlitebnu stal rodinný dům a části vedlejších parcel příslušníků církve.
Autor projektu Márius Žitňanský, vycházel z tradiční architektury římskokatolických kostelů, původně navrhl umístit v popředí štíhlou zvonici a střední část objektu, hlavní sál, kupolovitě zastřešit. Takový návrh však tehdejší místní úřady neschválily a ani tehdejší podmínky nedovolily stavět církevní objekty tak monumentálně. Kostel proto dostal tvář málo nápadné, ale velmi konzistentní architektury.
Sborový dům vznikl za třináct měsíců. Stavbu si hradili členové církve sami a sami ji i brigádně stavěli. Jelikož to nebyli žádní odborníci, jejich neodmyslitelnou pomůckou při realizaci projektu byl důkladný rozebíratelný model připravený architektem. Model stavitelům co nejblíže přiblížil architektonický návrh a pomohl rozvrhnout postup prací. 

## Exteriér
Hmota bývalého rodinného domu, ležícího vpravo od vstupu, zůstala zachována. Je mírně oddělena a vysunuta do popředí. Slouží jako byt správce sborového domu. Vlastní objekt se rozkládá do hloubky nevelkého pozemku. Architekt byl při návrhu limitován nejen úředním omezením, ale i malou rozlohou plochy určené na výstavbu. Podařilo se mu však zrealizovat konzistentní, charakteristickou architekturu, koncepčně stojící na hranici pozdní moderny.
Trojice hmot při vstupu do objektu je rozvržena asymetricky, čímž náměstíčko před ním získalo symbolický kalichový tvar. Dále je již stavba souměrná podle podélné osy. Materiálově a barevně je objekt harmonický. Na průčelích budovy se objevuje tlumená symbolika kříže, a to na rozměrných oknech. Vytvářejí ji zvýrazněné dřevěné příčky, díky čemuž jsou kříže zřetelné a nic neztrácejí ze své kultivovanosti. Ušlechtilý materiál použitý na oplechování - měď - vyvolává iluzi dob dávno minulých.

## Interiér
Přízemí část kromě bytu správce tvoří foyer obklopující malý sál. Zároveň obklopuje i za ní propojitelně umístěný velký sál. Jelikož rozměr obou sálů byl limitován 400 místy, zasklené stěny oddělující foyer umožňují i většímu počtu věřících účastnit se obřadů.
Hlavní sál je formován osmiúhelníkově, dominuje mu vějířovitý dřevěný strop. Dalším dominantním prvkem sálu je válcovité horní osvětlení nad těžištěm prostoru eliminující stísněnost prostoru. Reformační tradice zachovává polokruhovité sezení kolem kazatelny a stolu v centrální poloze.
Podobně jako ostatní protestantské církve, i Církev bratrská preferuje rodinný charakter a soudržnost svých příslušníků. Bohoslužby nejsou vázány pouze na sakrální prostory. Uplatňovat tyto atributy pomáhají vedlejší prostory sborového domu. Na patře se nachází zasedací místnost, pokoj pro hosty, chór hlavního sálu se zvukovou a překladatelskou kabinkou, jakož i byt kazatele. Horní osvětlení jako duchovní symbolika je využita i v zasedací místnosti a v dětském fóru. Stylizovaný strom života umocňuje hloubku prožitků dětí a mládeže v této části kostela. Ve zvýšeném suterénu je umístěna prostorná jídelna opticky oddělená od moderně vybavené kuchyně.
Interiér je řešen jednoduše. Bílé omítky spolu s tmavohnědými lavicemi a dřevěnými doplňky spojují v sobě patřičnou vážnost objektu i teplo přírodního materiálu. Hlavní dlažby jsou kamenné. 